# هنري جيمس ريفيو (مجلة)
مجلة هنري جيمس ريفيو هي مجلة أكاديمية تتم مراجعتها ثلاث مرات من قبل الأقران تأسست في عام 1979 وهي المنشور الرسمي لجمعية هنري جيمس كجزء من مركز دراسات هنري جيمس في جامعة كريتون . وهو مخصص للدراسة العلمية والنقدية والنظرية للكاتب الأمريكي هنري جيمس . يركز كل عدد على موضوع معين من الاهتمام ويسعى إلى تعزيز فهم ودراسة مساهمات جيمس. تم نشر المجلة من قبل مطبعة جامعة جونز هوبكنز ورئيس التحرير الحالي هو جريج دبليو زاكرياس ( جامعة كريتون ).

## انظر ايضا
جولي ريفكين

## الروابط الخارجية
- الموقع الرسمي

1. 1 2 3  مذكور في: بوابة الرقم الدولي الموحد للدوريات. الرَّقم التَّسلسليُّ المِعياريُّ الدَّوليُّ (ISSN): 0273-0340. الناشر: ISSN International Centre. لغة العمل أو لغة الاسم: الإنجليزية.
2. ↑  "شبكة العلوم" (PDF) (بالإنجليزية).
3. 1 2 3 4  مذكور في: بوابة الرقم الدولي الموحد للدوريات. الرَّقم التَّسلسليُّ المِعياريُّ الدَّوليُّ (ISSN): 1080-6555. الناشر: ISSN International Centre. لغة العمل أو لغة الاسم: الإنجليزية.
4. ↑  مذكور في: ERA 2012 journal list. تاريخ النشر: 2012. الناشر: Australian Research Council.